# フォアローゼズ

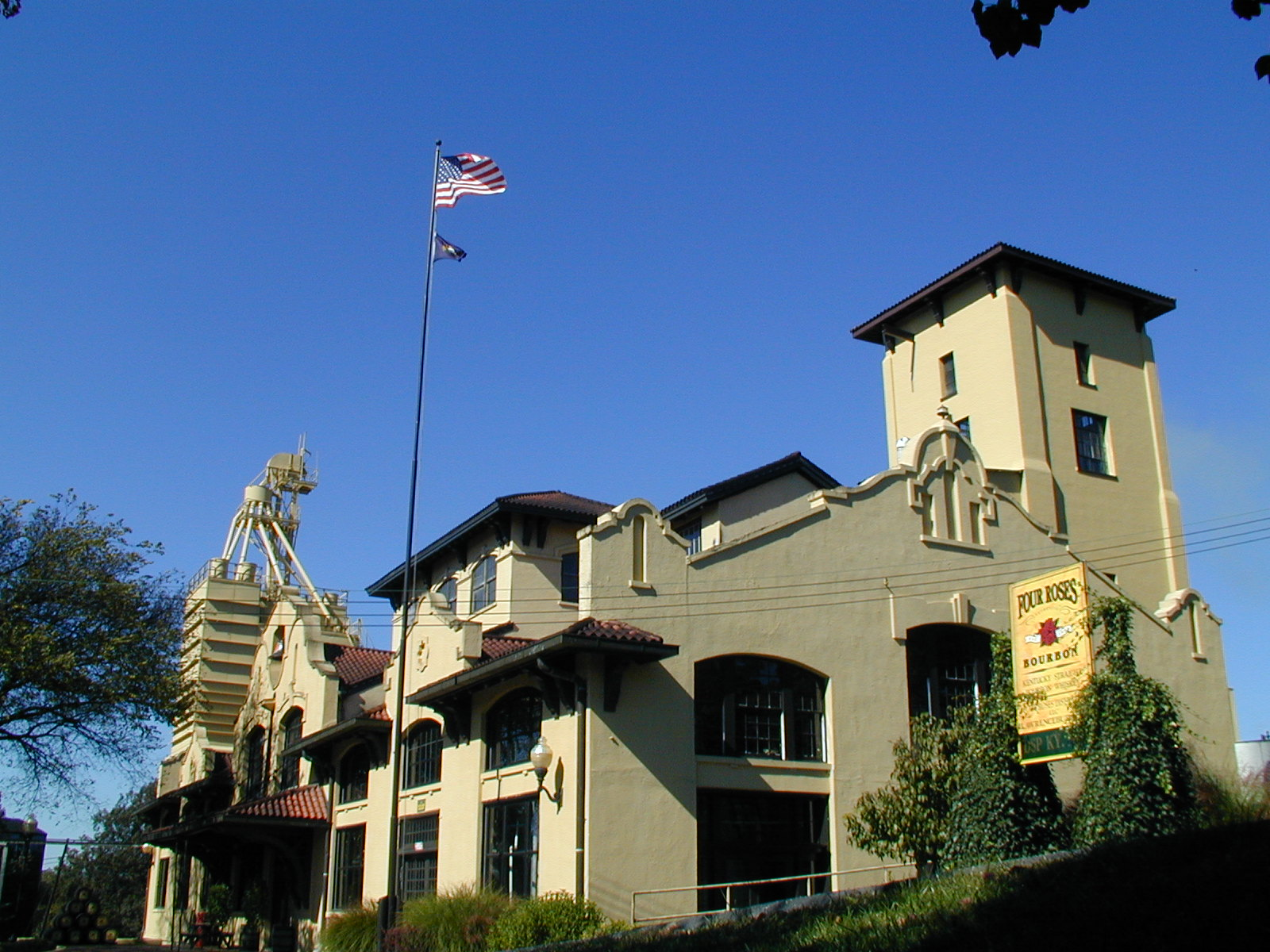
蒸留所

フォアローゼズ（Four Roses）は、アメリカ合衆国産バーボンの銘柄で、現在は日本のキリンホールディングス（旧：麒麟麦酒(初代)）の子会社の麒麟麦酒（二代目、以下キリンビール）が所有している。フォアローゼズ（Four Roses、四つの薔薇）の由来は、創業者の Rufus Mathewson Rose と、その兄弟と、二人の息子の4名の Rose によると推測されているが、他にも諸説があり、明らかでない。また、ケンタッキー州のローレンスバーグ蒸溜所は1910年に設立されたスパニッシュ・ミッション様式の建物で、アメリカ合衆国国家歴史登録財となっている。今日でも、ケンタッキー州のローレンスバーグで蒸留されており、米国内では主としてケンタッキー州、国外ではアジアと欧州で販売されている。

## 歴史
1888年に創業。1888年から1943年のあいだは、フォアローゼズ・ウイスキーは、ポール・ジョーンズ・ジュニアーが設立した同名の蒸留所で製造されていた「ストレート・バーボン」の呼び名であった。この蒸留所は、1920年から1933年にわたるアメリカ合衆国での禁酒法時代の期間も、「薬用」バーボンの蒸留製造を目的として、当時、例外的に法に抵触しない蒸留製造の恩恵を得ていた稀な事業者の一つである、フランクフォート蒸留製造社（Frankfort Distilling Company）を取得合併して、バーボンの製造を継続した。
1943年に、カナダのシーグラム・グループが、フランクフォート蒸留製造社を再取得合併し、フォアローゼズ（Four Roses、四つの薔薇）の銘柄で、ブレンド・ウイスキーの製造を開始した。しかし、国内市場においてフォアローゼズ・バーボンが継続的な成功を収めたにもかかわらず、シーグラムは、アジア及び欧州の市場に販売を集中させるため、アメリカ合衆国へのバーボンの販売を停止した。数十年紀のあいだで、この銘柄は、ジム・ビームに次いで、世界中でもっともよく売れているバーボンの一つとなった。
2002年に、日本のキリンビールが、ヴィヴェンディグループ（その後は酒造部門はフランスのペルノ・リカールに売却）からフォアローゼズを再度取得した。ヴィヴェンディはその前年に、シーグラム・グループを取得合併した結果として、この銘柄を自社で継承していた（キリンビールは、これ以前にすでに、フォアローゼズ銘柄のアジアでの販売業者となっていた）。それ以降、キリンビールはフォアローゼズをバーボン・ウイスキーの代名詞的な銘柄として再位置付けを行った（ブレンド・ウイスキーの製造は、2002年には停止していた）。
しかし、ケンタッキー州で製造販売されている、アルコール含有度40度から50度のフォアローゼズ・バーボンは、現時点ではアメリカの他の州においては流通しておらず、スーパーマーケット等では入手できない。また、このバーボンは、同じ銘柄のもとで欧州やアジアで販売されているバーボンとは別のレシピである。

## バーボン
他のバーボンと同様に、フォアローゼズも、主として、トウモロコシとライムギを原料としている。これらを素にした、オリジナルレシピのマッシュビル2種類と自社培養の酵母5種類が組合わされている。出来上がった原酒は、オーク製の新しいバレル（樽）のなかで、少なくとも5年間は熟成のときを持つ。この過程によって、風味と色合いがバーボンに加わる。
フォアローゼズ・バーボンは、その貯蔵の仕方で他のバーボンと区別される。フォアローゼズの場合、他のケンタッキーの製造業者が、各階のあいだの温度差を利用して、ウイスキーを熟成させるため使う、時に八階建てにもなる建物の代わりに、一階建ての倉庫で貯蔵を行う。

### ラベル
フォアローゼズの蒸留所は、数種類のバーボンを製造している
- フォアローゼズ（無印） アルコール度数40%：同蒸留所の代表的銘柄（ケンタッキー州、欧州及び日本で販売）
- フォアローゼズ・ブラックラベル アルコール度数40%：（日本のみで販売）
- フォアローゼズ・スモールバッチ アルコール度数45%：（ケンタッキー州、欧州でのみ販売）
- フォアローゼズ・シングルバレル アルコール度数50%：（ケンタッキー州、欧州及び日本で販売）
- フォアローゼズ・スーパープレミアム（プラチナ） アルコール度数43%：（日本のみで販売）
- フォアローゼズ・マリアージュコレクション アルコール度数50%：2008年から発売の季節限定品（米国のみで販売）

### スペシャルリミテッド・エディション
2007年9月、フォアローゼズは、蒸留所の技術者ジム・ラトリッジの就任40周年を記念して、樽出し瓶詰めの限定のバーボンを販売した。このバーボンは、わずか1,442本のみの生産で、無濾過であった。各ボトルには金色のインクで手書きされたバレル番号、蔵番号と、アルコール度数が記された。このバーボンのアルコール度数は、おおよそ49度から55度であった。
40周年記念ボトルの成功に続き、フォアローゼズは、さらにフォアローゼスの商標の120周年を記念する限定バーボンとして、2008年5月に2,238本の記念ボトルの製造を開始することを発表した。このバーボンは、12年物の無濾過で、アルコール度数は51.5度から56度の間であった。
2008年9月のケンタッキーバーボン祭りの期間中に、フォアローゼズは、2008年に、マリアージュコレクションを発売すると発表した。これは、蒸留所長によって厳選されたバレルを用い、約10年と約13年の2種類の香りを合わせたバーボンであり、3,500本であった。

## その他
フォアローゼズ・スーパー・プレミアムは、日本では、「フォアローゼズ・プラチナ」の名で販売されているが、ボトルのどこにもそのような名は記載されていないという話がある。ボトルには「 Super Premium 」の文字が入っている。